# Joshua Lawrence Chamberlain
Pour les articles homonymes, voir Chamberlain.
Joshua Lawrence Chamberlain (8 septembre 1828 - 24 février 1914) est un professeur de faculté de l'État du Maine, qui se porte volontaire durant la guerre de Sécession pour rejoindre l'armée de l'Union.
Bien que n'ayant pas de formation militaire, il débute dans les rangs de l'Union Army au grade de lieutenant-colonel dans le 20e régiment du Maine et il devint rapidement très respecté et termina la guerre au grade de général de division (commandant ainsi une brigade de la 1re division du Ve corps de l'Armée du Potomac. Pour sa bravoure à Little Round Top, lors de la bataille de Gettysburg, il fut décoré de la Medal of Honor. Il eut l'honneur de commander les troupes de l'Union lors de la cérémonie de reddition de l'infanterie de l'armée de Robert E. Lee à Appomattox en Virginie. Il fut également un officier largement respecté pour sa modestie, son respect mais surtout son courage et sa détermination qui lui ont valu un total de six blessures durant la guerre civile dont une à Petersburg qui fut annoncée mortelle mais à laquelle il survécut finalement.
Après la guerre, il entre en politique au sein du Parti républicain et devient le 32e gouverneur de l'État du Maine. Il occupe ce poste durant quatre mandats d'un an. Il est également président de la faculté Bowdoin College.

## Jeunesse
Joshua Chamberlain est né à Brewer dans le Maine. Il est l'ainé d'une famille de cinq enfants. Il entre à Bowdoin College en 1848. Il y rencontre beaucoup de personnes qui vont influencer sa vie, comme Harriet Beecher Stowe, la femme d'un professeur, qui rédige à cette époque La Case de l'oncle Tom. Il obtient son diplôme en 1852.
Il épouse Fanny Adams, fille de pasteur, en 1855. Le père de Fanny désapprouve d'abord cette union mais il changera progressivement d'avis jusqu'à éprouver du respect pour son gendre. Le couple a cinq enfants mais trois meurent en bas âge. Après trois années d'études supplémentaires, Joshua Chamberlain retourne à Bowdoin College en tant que professeur de rhétorique. Il est nommé professeur de langues vivantes en 1861. Il maîtrise une dizaine de langues : l'anglais, le grec, le latin, l'espagnol, l'allemand, le français, l'italien, l'arabe, l'hébreu et le syriaque.
Ses arrière-grands-pères sont soldats lors de la guerre d'indépendance. Son grand-père participe à la guerre de 1812 et son père est mobilisé lors de la guerre d'Aroostook. Bien que n'ayant pas reçu de formation militaire, il n'est donc pas surprenant que Chamberlain ait ressenti le désir de servir son pays.

## Guerre de Sécession
Dès le début de la guerre, Chamberlain pense que l'Union doit être soutenue par tous les moyens contre la Confédération. Il n'hésite pas à évoquer sa conviction durant ses cours, devant ses étudiants, qu'il exhorte à suivre leurs cœurs en proclamant que la cause de l'Union est juste. Pour diverses raisons, son enthousiasme n'est pas partagé par ses collègues et un congé de deux ans lui est accordé, officiellement pour lui permettre de partir en Europe pour étudier les langues du continent. Il s'enrôle alors, à l'insu de sa famille et du reste de la faculté. Le poste de colonel du 20e régiment des volontaires du Maine de l'Armée de l'Union lui est offert mais, selon son biographe, John J. Pullen, il refuse l'offre, préférant « commencer un peu plus bas pour apprendre le métier d'abord ». Il est donc nommé lieutenant-colonel du 20e le 8 août 1862. Le régiment fait partie du Ve corps de l'armée du Potomac.

### Avant Gettysburg
Le régiment est présent lors de la bataille d'Antietam mais n'est pas engagé dans le combat. Il subit des pertes légères lors de la bataille de Fredericksburg à la suite de l'assaut sur Marye's Heights. Il passe une nuit éprouvante et glaciale sur le champ de bataille, parmi plusieurs blessés d'autres régiments, que Chamberlain rapporte dans son journal. Le 20e ne peut prendre part à la bataille de Chancellorsville en raison d'une épidémie de variole qui touche ses rangs. En juin 1863, à la suite de la promotion du colonel Adelbert Ames, Chamberlain obtient le grade de colonel et le commandement du 20e. Il devient par la même occasion le commandant de l'un de ses frères, Thomas Chamberlain (en), qui est aussi officier dans le 20e.

### Gettysburg

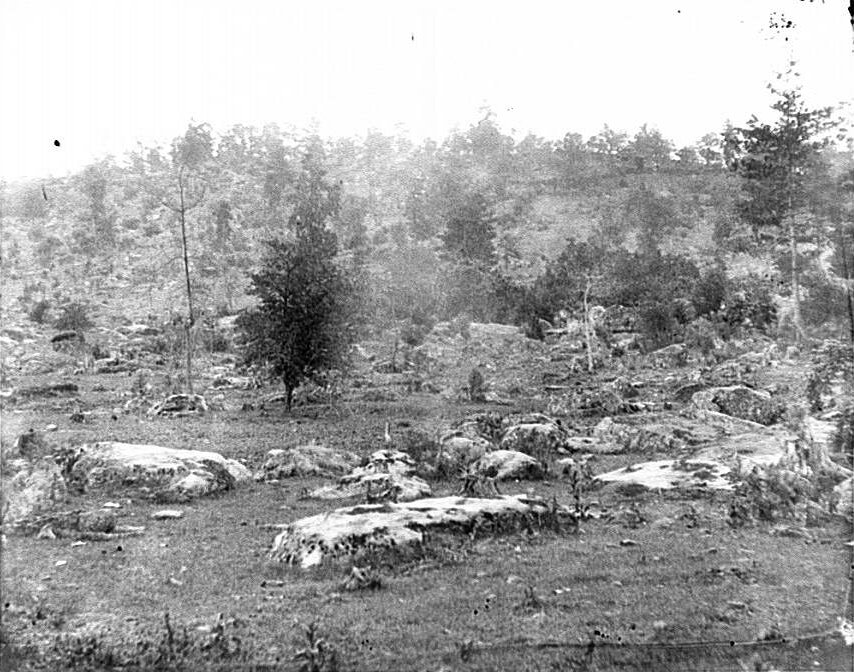
Little Round Top, photographié par Timothy O'Sullivan en 1863.

Chamberlain gagne ses lauriers lors de la bataille de Gettysburg. Sa vaillance pour défendre Little Round Top a fait l'objet de nombreuses publications, notamment le roman The Killer Angels et son adaptation cinématographique Gettysburg.
Le deuxième jour de la bataille de Gettysburg, les troupes de l'Union, regroupées sur des positions défensives dans des collines au sud de la ville, tentent de résister aux assauts confédérés. Une attaque contre le flanc de l'armée du Potomac est lancée. Chamberlain est chargé par le colonel Strong Vincent de défendre les pentes au sud de Little Round Top, situées à l'extrémité de la ligne de défense de l'armée de l'Union. Il comprend rapidement la position stratégique de la petite colline et la nécessité que le 20e la tienne à tout prix. Le régiment est chargé à plusieurs reprises par le 15e régiment de l'Alabama, commandé par le colonel William C. Oates, qui monte à l'assaut de la colline en tentant de prendre les fédérés de flanc. En raison des pertes humaines élevées et de l'épuisement des munitions, Chamberlain finit par ordonner une charge à la baïonnette.
Le 20e descend donc la colline en chargeant, son aile gauche légèrement avancée pour prendre les soldats confédérés à la fois de face et par le flanc. Beaucoup de soldats sudistes sont capturés et l'armée du Potomac est sauvée de l'encerclement. Au cours du combat, Chamberlain reçoit deux blessures légères : une contusion à la cuisse causée par une balle qui a frappé le fourreau de son épée et une au pied, qui a été touché par une balle ou un éclat d'obus. Il reçoit le surnom de « Lion of the Round Top ». Il est ensuite atteint par la malaria et est retiré du service actif jusqu'à son rétablissement.

### Siège de Petersburg

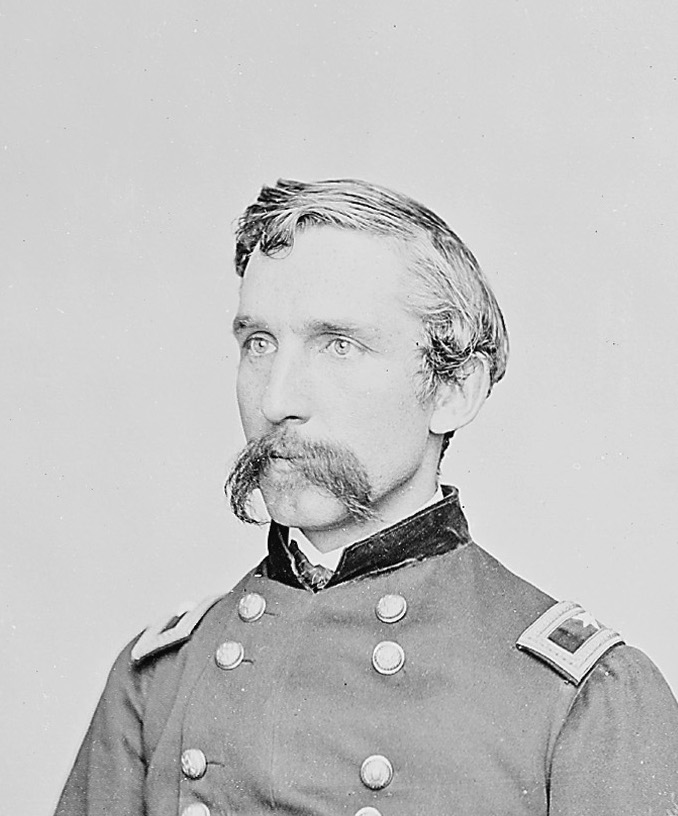
Joshua Lawrence Chamberlain breveté général de brigade.

En avril 1864, il rejoint l'armée du Potomac juste avant le début du siège de Petersburg. Le 18 juin, lors d'un assaut, il est blessé à la hanche et à l'aine. À l'aide de son épée, qu'il plante dans le sol pour qu'elle lui serve de soutien, il parvient à rester debout et à continuer à diriger ses hommes pendant plusieurs minutes avant de s'effondrer, inconscient, à cause d'une perte importante de sang. Le chirurgien qui l'examine annonce que la blessure est mortelle. La mort de Chamberlain est même annoncée dans certains journaux du Maine et le général Gouverneur K. Warren presse Ulysses S. Grant de lui accorder le grade de général de brigade avant son décès, ce qui est fait. Mais Chamberlain, contre toute attente, grâce à son courage et au soutien de son frère Tom, se remet rapidement et peut reprendre le combat dès novembre 1864, malgré l'instance de plusieurs de ses proches, dont sa femme.

### Appomattox

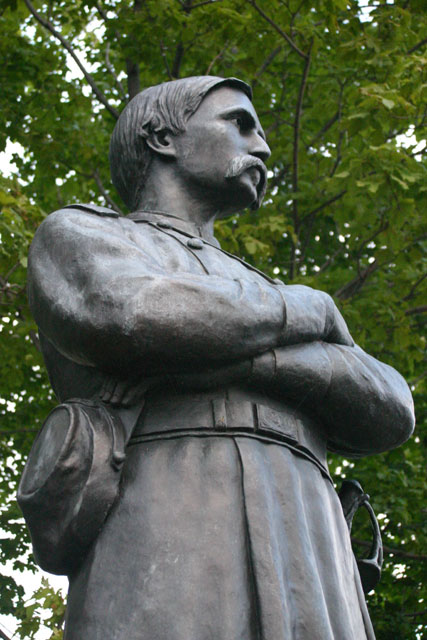
Statue de Chamberlain à Brewer (Maine), sa ville natale

Au début de l'année 1865, il prend le commandement d'une brigade de la 1re division du Ve corps. Il s'illustre à nouveau le 29 mars 1865, au tout début de la campagne d'Appomattox. Il manque de se faire capturer et reçoit deux autres blessures (au bras gauche et à la poitrine) mais parvient à remporter le combat contre les confédérés malgré des pertes. En récompense, le président Lincoln lui accorde les prérogatives d'un général de division. Pendant la durée de la guerre, Chamberlain a participé à vingt batailles et à de nombreuses escarmouches. Il a été cité quatre fois pour son courage et a été blessé six fois.
Le 9 avril 1865, Lee envoie des messagers pour informer Grant qu'il accepte un cessez-le-feu afin de discuter des conditions de sa reddition. L'un d'eux rencontre Chamberlain. Le lendemain, ce dernier est convoqué au quartier général de l'armée du Potomac où le général Charles Griffin lui annonce qu'il a été choisi pour présider la cérémonie de reddition de l'infanterie de l'armée de Virginie du Nord à Appomattox Court House, le 12 avril.
Lors de la cérémonie, Chamberlain ordonne à ses hommes de se mettre au garde-à-vous et de rendre les honneurs aux confédérés qui défilent devant eux pour rendre leurs armes et leurs couleurs. Ceux-ci rendent le salut, y compris leur chef, le général Gordon. Cette décision fut mal perçue dans le Nord mais il l'assuma. Bien qu'ayant désigné Chamberlain comme étant « l'un des soldats les plus chevaleresques de l'armée fédérale », Gordon ne mentionna cette anecdote que quarante ans plus tard, après avoir lu les mémoires de son ancien adversaire,.

## Après la guerre

### Carrière politique
Dès la fin de la guerre, il retourne à la vie civile dans son État natal, le Maine. Il entre en politique au sein du Parti républicain. Du fait de son immense popularité, il est élu à quatre reprises gouverneur de cet État, avec des résultats en voix et en pourcentage jamais atteints avant lui en 1866 et 1868. Pendant son mandat il doit supporter l'hostilité de ceux qui lui reprochent son soutien à la peine de mort et de ceux qui s'opposent à son refus de créer une police spéciale pour faire respecter la prohibition de l'alcool.
| Candidats | Candidats          | Étiquette         | Résultats | Résultats |
| Candidats | Candidats          | Étiquette         | Voix      | %         |
| --------- | ------------------ | ----------------- | --------- | --------- |
|           | Joshua Chamberlain | Parti républicain | 69 637    | 62,41     |
|           | Eben F. Pillsbury  | Parti démocrate   | 41 947    | 37,39     |

| Candidats | Candidats          | Étiquette         | Résultats | Résultats |
| Candidats | Candidats          | Étiquette         | Voix      | %         |
| --------- | ------------------ | ----------------- | --------- | --------- |
|           | Joshua Chamberlain | Parti républicain | 57 322    | 55,48     |
|           | Eben F. Pillsbury  | Parti démocrate   | 45 990    | 44,52     |

| Candidats | Candidats          | Étiquette         | Résultats | Résultats |
| Candidats | Candidats          | Étiquette         | Voix      | %         |
| --------- | ------------------ | ----------------- | --------- | --------- |
|           | Joshua Chamberlain | Parti républicain | 75 523    | 72,07     |
|           | Eben F. Pillsbury  | Parti démocrate   | 29 264    | 27,93     |

| Candidats | Candidats          | Étiquette              | Résultats | Résultats |
| Candidats | Candidats          | Étiquette              | Voix      | %         |
| --------- | ------------------ | ---------------------- | --------- | --------- |
|           | Joshua Chamberlain | Parti républicain      | 54 314    | 55,38     |
|           | Franklin Smith     | Parti démocrate        | 39 033    | 39,80     |
|           | N.G. Hitchborn     | Parti prohibitionniste | 4 736     | 4,83      |

### Carrière universitaire
Après avoir quitté ses fonctions politiques, il retourne à Bowdoin College et en est nommé président en 1871. Il reste en poste jusqu'en 1883, date à laquelle il est contraint de démissionner à cause de sa santé, affectée par ses blessures de guerre.

### Medal of Honor
Le 11 août 1893, trente ans après la bataille de Gettysburg, la Medal of Honor lui est attribuée pour son action à Little Round Top. La citation mentionne que le colonel Chamberlain a « avec un héroïsme plein d'audace et une grande ténacité, tenu sa position sur Little Round Top contre des assauts répétés, et conduit l'avance sur Great Round Top ».

### Dernières années

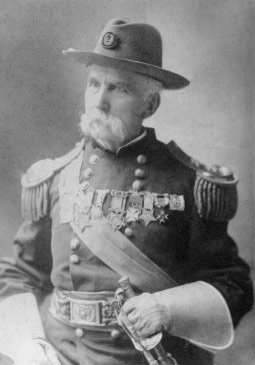
Chamberlain photographié avec son uniforme et ses décorations à la fin de sa vie.

Il est nommé superviseur du port de Portland et s'engage dans les affaires. Il écrit de nombreux livres au sujet du Maine, de l'éducation ainsi que ses mémoires de guerre. Il souffre de ses blessures de guerre et doit porter un cathéter. Il est opéré à six reprises pour diminuer les fièvres et les infections qui le tourmentent mais sans succès.
Chamberlain est très présent au sein des associations d'anciens combattants, fait fréquemment des discours et retourne régulièrement à Gettysburg. En 1898, âgé de 70 ans, il se porte volontaire pour participer à la guerre hispano-américaine mais sa proposition est rejetée ce qui lui cause une grande déception.
Une controverse éclate lorsqu'un de ses anciens subalternes déclare que ce n'est pas Chamberlain qui a ordonné la fameuse charge à la baïonnette dans la pente de Little Round Top (un des faits d'armes les plus célèbres de l'histoire militaire des États-Unis) , mais le lieutenant Holman S. Melcher. Cette controverse n'entacha pas la réputation de Chamberlain.
En mai 1913, il fait sa dernière visite à Gettysburg, dans le cadre de la préparation du 50e anniversaire de la bataille, mais son état de santé l'empêche d'assister à la cérémonie, deux mois plus tard.
Il meurt à Portland en 1914 et est enterré à Brunswick.

## Représentations dans la culture populaire
Dans la littérature, Chamberlain est l'un personnages principaux du roman historique de Michael Shaara The Killer Angels, publié en 1974, qui raconte l'histoire de la bataille de Gettysburg. Il fait partie également des personnages clés du roman Gods and Generals, écrit par Jeff Shaara, le fils de Michael Shaara,.
Au cinéma, Chamberlain est interprété par l'acteur Jeff Daniels dans les films Gettysburg et Gods and Generals, basés sur les livres de Michael et Jeff Shaara,. 
Ces différents livres et films ont largement contribué à la notoriété de Chamberlain auprès du grand public, faisant de lui une figure connue et des plus populaires,.